# HMS Fencer (D64)
Авіаносець «Фенсер» (англ. HMS Fencer (D64)) - ескортний авіаносець США часів Другої світової війни типу «Боуг» (1 група, тип «Attacker»), переданий ВМС Великої Британії за програмою ленд-лізу.

## Історія створення
Авіаносець «Фенсер» був закладений 5 вересня 1941 року на верфі «Western Pipe and Steel Company». Викуплений ВМС США і переобладнаний в авіаносець типу «Боуг» під назвою «USS Croatan (CVE-14)». Спущений на воду 4 квітня 1942 року. Переданий ВМС Великої Британії, вступив у стрій під назвою «Фенсер» 20 лютого 1943 року.

## Історія служби
Після вступу у стрій та підготовки авіагрупи авіаносець «Фенсер» брав участь у супроводі 12 трансатлантичних конвоїв та 2 протичовнових патрулюваннях в Північній Атлантиці. 10 лютого 1944 року його літаки потопили німецький підводний човен U-666.
3 квітня 1944 року авіаносець «Фенсер» здійснював протичовнову оборону авіаносного з'єднання, яке завдавало удару по лінкору «Тірпіц».
У квітні-травні «Фенсер» супроводжував арктичний конвой JW/RA-59. У ході супроводу його літаки потопили 3 німецькі підводні човни: U-277 (01.05.1944), U-674 та U-959 (02.05.1944).
У червні та жовтні 1944 року авіаносець здійснив 3 походи проти судноплавства поблизу узбережжя Норвегії.
Наприкінці 1944 року - на початку 1945 року «Фенсер» пройшов ремонт і надалі використовувався як навчальний авіаносець. У липні 1945 року він був підготовлений для відправки на Тихий океан, але у зв'язку із закінченням війни залишився в Англії.
12 грудня 1946 року авіаносець «Фенсер» був повернутий США, де 28 січня 1947 року був виключений зі списків флоту і проданий для переобладнання на торгове судно, яке отримало назву «Sydney». У 1967 році корабель був перейменований на «Roma», у 1970 році - на «Galaxy Queen», у 1972 році на «Lady Dina», у 1973 році - на «Caribia».
У 1975 році корабель був розібраний на метал у Ла-Спеції.